# دوکوزتکنه (جیحان)
دوکوزتکنه (به ترکی استانبولی: Dokuztekne) یک منطقهٔ مسکونی در ترکیه است که در جیحان واقع شده‌است.